# Biserjane
Biserjane so naselje v Občini Sveti Jurij ob Ščavnici.